# Юнион (округ, Иллинойс)
Ю́нион (англ. Union County) — округ в штате Иллинойс, США. По данным переписи 2010 года численность населения округа составила 17 808 чел., по сравнению с переписью 2000 года оно уменьшилось на 2,7 %. Окружной центр округа Юнион — город Джонсборо.

## История
Округ Юнион сформирован из округа Джонсон в 1818 году. Название связано с событием, объединившим баптистскую церковь со старой немецкой братией.
- Территория округа в 1818 году. Включала земли ещё не созданного округа Алегзандер
- Территория округа с 1819 года и по сей день

## География
Общая площадь округа — 1093,4 км² (422,15 миль²), из которых 1070,9 км² (413,46 миль²) или 97,94 % суши и 22,5 км² (8,69 миль²) или 2,06 % водной поверхности. На территории округа частично расположен Национальный лес Шоуни.

### Климат
Округ находится в зоне влажного субтропического климата. Температура варьируется в среднем от минимальных −6 °C в январе до максимальных 32 °C в июле. Рекордно низкая температура была зафиксирована в январе 1918 года и составила −29 °C, а рекордно высокая температура была зарегистрирована в июле 1901 года и составила 44 °C. Среднемесячное количество осадков — от 80 мм в октябре до 133 мм в мае.

### Соседние округа
Округ Юнион граничит с округами:
- Джэксон — на севере
- Уильямсон — на северо-востоке
- Джонсон — на востоке
- Пьюласки — на юго-востоке
- Алегзандер — на юге
- Кейп-Джирардо, Миссури — на западе
- Перри, Миссури — на северо-западе

### Основные автомагистрали
| Автомагистраль                 | Длина     | Начальный пункт  | Конечный пункт   | Год образования |
| ------------------------------ | --------- | ---------------- | ---------------- | --------------- |
| Межштатная автомагистраль I-57 | 621,40 км | Майнер, Миссури  | Чикаго, Иллинойс |                 |
| Шоссе US-51                    | 2070 км   | Лаплас, Луизиана | Херли, Висконсин | 1926            |
| Трасса Illinois-3              | 301,66 км | Кейро            | Графтон          | 1918            |
| Трасса Illinois-127            | 269,61 км | Юнити            | Реймонд          | 1924            |
| Трасса Illinois-146            | 149,56 км | Кейп-Джирардо    | Кейв-Ин-Рок      | 1926            |

## Населённые пункты
| Населённый пункт | Статус         | Год основания | Площадь  | Население (2010) |
| ---------------- | -------------- | ------------- | -------- | ---------------- |
| Алто-Пасс        | деревня        |               | 5,6 км²  | 391 чел.         |
| Анна             | город          |               | 9,1 км²  | 4442 чел.        |
| Донгола          | деревня        |               | 3,0 км²  | 726 чел.         |
| Джонсборо        | окружной центр |               | 7,0 км²  | 1821 чел.        |
| Кобден           | деревня        |               | 3,2 км²  | 1157 чел.        |
| Милл-Крик        | деревня        |               | 0,98 км² | 65 чел.          |

## Демография
По данным переписи населения 2000 года, численность населения в округе составила 18 293 человека, насчитывалось 7290 домовладений и 4971 семья. Средняя плотность населения была 17 чел./км².
Распределение населения по расовому признаку:
- белые — 93,65 %
  - немецкого происхождения — 23,7 %
  - английского происхождения — 11,8 %
  - ирландского происхождения — 10,3 %
- афроамериканцы — 0,82 %
- коренные американцы — 0,37 %
- азиаты — 0,28 %
- латиноамериканцы — 2,63 % и др.

Из 7290 домовладений в 30,3 % были дети в возрасте до 18 лет, проживающие вместе с родителями, в 55,6 % — супружеские пары, живущие вместе, в 9,5 % — матери-одиночки, а 31,8 % не имели семьи. 28,4 % всех домовладений состояли из отдельных лиц и в 14,9 % из них проживали одинокие люди в возрасте 65 лет и старше. Средний размер домовладения — 2,38 человек, а средний размер семьи — 2,93.
Распределение населения по возрасту:
- до 18 лет — 23,2 %
- от 18 до 24 лет — 7,5 %
- от 25 до 44 лет — 26,7 %
- от 45 до 64 лет — 25,1 %
- от 65 лет — 17,5 %

Средний возраст составил 40 лет. На каждые 100 женщин приходилось 94,5 мужчин. На каждые 100 женщин возрастом 18 лет и старше приходились 91,9 мужчин.
Средний доход на домовладение — $ 30 994, на семью — $ 37 710. Средний доход мужчин — $ 30 016, женщин — $ 22 305. Доход на душу населения в округе — $ 16 450. Около 10,8 % семей и 16,5 % населения находились ниже черты бедности, из них 19,8 % лица моложе 18 лет и 12,1 % в возрасте 65 лет и старше.